# João Gualberto de Barros e Cunha
João Gualberto de Barros e Cunha (Torres Vedras, Runa, 10 de Outubro de 1827 — Torres Vedras, Runa, 10 de Janeiro de 1882) foi um jornalista, político e grande proprietário.

## Biografia
Entre outras funções, foi deputado às Cortes da Monarquia Constitucional Portuguesa, eleito pelo círculo de Vila Franca de Xira, e ministro das Obras Públicas, Comércio e Indústria de Portugal de 5 de Março de 1877 a 29 de Janeiro de 1878.
Foi apoiante do Duque de Loulé durante a Patuleia e um dos progressistas oriundos do Partido Histórico que se assumiram como avilista.
Foi ministro das Obras Públicas, Comércio e Indústria no governo do Duque de Ávila, entre 5 de Março de 1877 e 29 de Janeiro de 1878. Durante este período foi fortemente atacado pelos regeneradores.
Nas eleições de 13 de Novembro de 1878 foi eleito deputado pelo círculo Lisboa, já como avilista, derrotando o republicano José Elias Garcia, então apoiado pelo Partido Regenerador.

## Obras publicadas
Entre muitas outras obras publicadas é autor das seguintes monografias:
- História da Liberdade em Portugal, Lisboa, 1869;
- Os Factos (1870)(eBook);
- Relatório apresentado à Câmara dos Srs. Deputados da Nação Portuguesa na sessão de 1878 pelo Ministro e Secretário de Estado das Obras Públicas, Comércio e Indústria (1878).